# Форлі-Чезена
Провінція Форлі-Чезена (італ. Provincia di Forlì-Cesena) — провінція в Італії, у регіоні Емілія-Романья. 
Площа провінції — 2 377 км², населення — 398 210 осіб.
Столицею провінції є місто Форлі.

## Географія

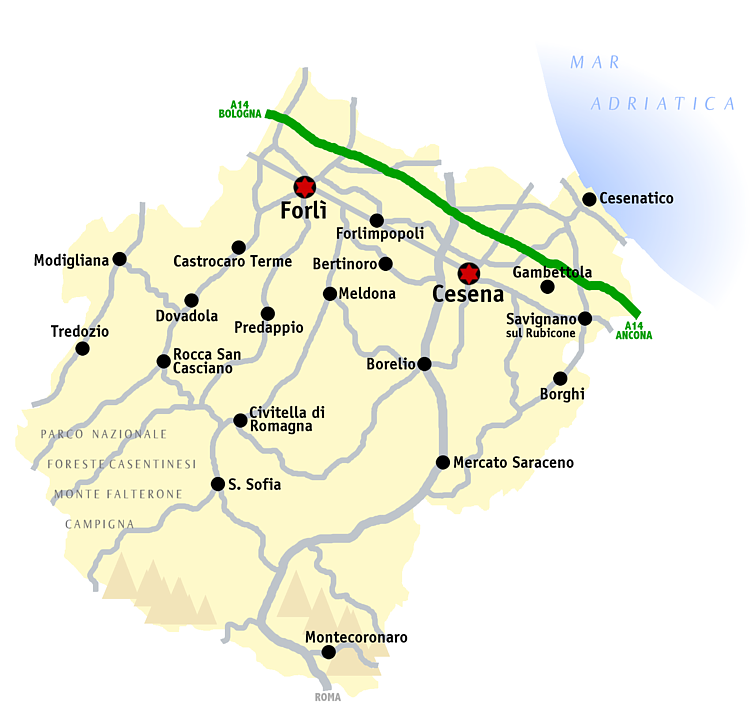
Мапа провінції

Межує на півночі з провінцією Равенна, на сході з Адріатичним морем і з провінцією Ріміні, на півдні з регіоном Марке (провінцією Пезаро і Урбіно), на півдні і на заході з регіоном Тоскана (провінцією Ареццо і провінцією Флоренція).

## Основні муніципалітети
Найбільші за кількістю мешканців муніципалітети (ISTAT):
- Форлі - 116.034 осіб

- Чезена - 95.513 осіб

- Чезенатіко - 24.432 осіб

- Савіньяно-суль-Рубіконе - 16.697 осіб

- Форлімпополі - 12.749 осіб

- Сан-Мауро-Пасколі - 10626 осіб

- Бертіноро - 10.353 осіб

- Гамбеттола - 10.099 осіб